# Линия Форнебю
Линия Форнебю (норв. Fornebubanen) — планируемая линия в метрополитене Осло. Эта линия будет соединять действующую станцию Майорстуен, платформу Шёйен, квартал Вакерё, платформу Лисакер с новым районом Форнебю, который находится в коммуне Берум. Линия будет третья (после линии Колсос и линии Рёа), которая будет выходить за пределы города. Строительство линии начнётся в 2017 году, а планируют открыть линию не ранее 2021 года.

## История
История сегодняшней линии началось в 1997 году, когда предложили провести линию по данной траектории. В июне 2002 года фюльке Акерсхус согласовал проект о строительстве линии, а в апреле 2003 года проект был подтверждён. Однако в 2007 году отказались от проекта, предложив альтернативу. Новая альтернатива — это легкорельсовый транспорт в Форнебю. Но в 2008—2009 году снова сменили мнение о линии, и тогда снова предложили метрополитен. Но новую линию хотели открыть в 2030 году.
Затем последовали несколько докладов и исследований, прежде чем управление Ruter в июне 2011 года рекомендовал построить линию через Шёйен, Вакерё, Лисакер в Форнебю. Тогда рассчитали, что от Центрального вокзала до Форнебю можно будет доехать за 17 минут, но в не принятом плане такой же путь преодолеть можно было за 29 минут. Линия будет проходить в туннеле, длина линии будет 8,2 км. Разработка маршрута стоила 4,5 млрд норвежских крон.

## Маршрут
Ниже в таблице приведены оценочные данные о маршруте.
| Перегон                    | Длина перегона | Время преодоления перегона |
| -------------------------- | -------------- | -------------------------- |
| Форнебю сентер — Флиторнет | 1000 метров    | 2 минуты                   |
| Флиторнет — Арена          | 900 метров     | 1 минута                   |
| Арена — Лисакер            | 1050 метров    | 2 минуты                   |
| Лисакер — Вакерё           | 1350 метров    | 2 минуты                   |
| Вакерё — Шёйен             | 1250 метров    | 2 минуты                   |
| Шёйен — Майорстуен         | 2600 метров    | 3 минуты                   |
| Всего:                     | 8150 метров    | 12 минут                   |

На территории коммуны Берум будет построено 3,2 км путей и 4 новые станции. На территории города Осло будет построено 5,1 км и 2 новые станции.